# Aleksandr Sierbiczenko
Aleksandr Kallistratowicz Sierbiczenko, Ołeksandr Kalistratowycz Serbyczenko (ros. Александр Каллистратович Сербиченко, ukr. Олександр Калістратович Сербиченко, ur. 29 listopada 1890 w Lubotynie, zm. 14 stycznia 1938) – radziecki działacz partyjny i państwowy.

## Życiorys
W 1903 skończył szkołę, 1907 wstąpił do SDPRR, 1917 był członkiem Rady Charkowskiej i Charkowskiego Komitetu SDPRR(b), a w marcu-kwietniu 1918 ludowym sekretarzem komunikacji drogowej URL. W 1918 był członkiem Komisji Likwidacyjnej Komitetu Wykonawczego Charkowskiej Rady Gubernialnej, Komisji Ludowego Komisariatu Komunikacji Drogowej RFSRR ds. Podwyższenia Produktywności Pracy na Kolei, przewodniczącym Komitetu Miejskiego RKP(b) w Kursku i przewodniczącym kurskiego gubernialnego Trybunału Rewolucyjnego. W 1919 prowadził podziemną działalność komunistyczną w Charkowie, był zastępcą przewodniczącego Komitetu Wykonawczego Charkowskiej Rady Gubernialnej, od 1919 do lutego 1920 przewodniczącym Iwanowskiego Komitetu Rejonowego KP(b)U i przewodniczącym Komitetu Wykonawczego Iwanowskiej Rady Rejonowej w Charkowie, a od lutego 1920 do marca 1921 kierownikiem wydziału Zarządu Komitetu Wykonawczego Charkowskiej Rady Gubernialnej i jednocześnie zastępcą przewodniczącego Komitetu Wykonawczego Charkowskiej Rady Gubernialnej. Od 23 marca do 5 kwietnia 1920 był zastępcą członka KC KP(b)U, od marca do lipca 1921 zastępcą ludowego komisarza spraw wewnętrznych Ukraińskiej SRR, od lipca 1921 do maja 1922 przewodniczącym Komitetu Wykonawczego Krzemieńczuckiej Rady Gubernialnej i przewodniczącym krzemieńczuckiej gubernialnej narady ekonomicznej, a od lipca do września 1922 ponownie zastępcą przewodniczącego Komitetu Wykonawczego Charkowskiej Rady Gubernialnej. Od września 1922 do września 1924 był przewodniczącym Komitetu Wykonawczego Połtawskiej Rady Gubernialnej, od czerwca 1925 do 25 lutego 1933 zastępcą przewodniczącego Rady Komisarzy Ludowych Ukraińskiej SRR, od 12 grudnia 1925 do 11 czerwca 1933 członkiem KC KP(b)U, równocześnie od 12 grudnia 1925 do 20 listopada 1927 członkiem Biura Organizacyjnego KC KP(b)U. Od 29 listopada 1927 do 11 czerwca 1933 był zastępcą członka Biura Politycznego KC KP(b)U, 1933-1934 pełnomocnikiem Ludowego Komisariatu Komunikacji Drogowej ZSRR, 1934-1935 przedstawicielem handlowym ZSRR w Austrii, a od 1935 do sierpnia 1937 zastępcą przewodniczącego Komitetu Wykonawczego Stalingradzkiej Rady Obwodowej.
29 sierpnia 1937 został aresztowany, następnie skazany na śmierć i rozstrzelany w ramach wielkiej czystki.